# Solanum styraciflorum
Solanum styraciflorum är en potatisväxtart som beskrevs av Rudolf Schlechter. Solanum styraciflorum ingår i släktet skattor som ingår i familjen potatisväxter. Inga underarter finns listade i Catalogue of Life.